# Sigrid Thornton
Sigrid Madeline Thornton (Canberra, 12 febbraio 1959) è un'attrice australiana.
Ha recitato in numerosi film e serie televisive, vincendo il'AACTA Award alla migliore attrice in una serie televisiva drammatica per Peter Allen: Not the Boy Next Door. Attiva anche in campo teatrale, ha ricevuto grandi apprezzamenti per la sua interpretazione nel ruolo di Blanche DuBois in Un tram che si chiama Desiderio a Perth, oltre a recitare nei musical A Little Night Music e Fiddler on the Roof.

## Filmografia parziale

### Cinema
- Il sapore della saggezza (The Getting of Wisdom), regia di Bruce Beresford (1977)
- L'uomo del fiume nevoso (The Man from Snowy River), regia di George Miller (1982)
- The Lighthorsemen - Attacco nel deserto, regia di Simon Wincer (1987)
- Indomabile (Return to Snowy River), regia di Geoff Burrows (1988)
- Inspector Gadget 2, regia di Alex Zamm (2003)
- The Pact, regia di Strathford Hamilton (2003)
- Scare Campaign, regia di Cameron e Colin Cairnes (2016)

### Televisione
- Caro papà (Father, Dear Father) - serie TV, 14 episodi (1978)
- Paradise - serie TV, 51 episodi (1989-1991)
- Le nuove avventure di Ocean Girl (The New Adventures of Ocean Girl) - serie TV, 10 episodi (2000)
- Wentworth - serie TV, 26 episodi (2016-2018)
- The Code - serie TV, 6 episodi (2016)